# Lijst van Belgische expreswegen

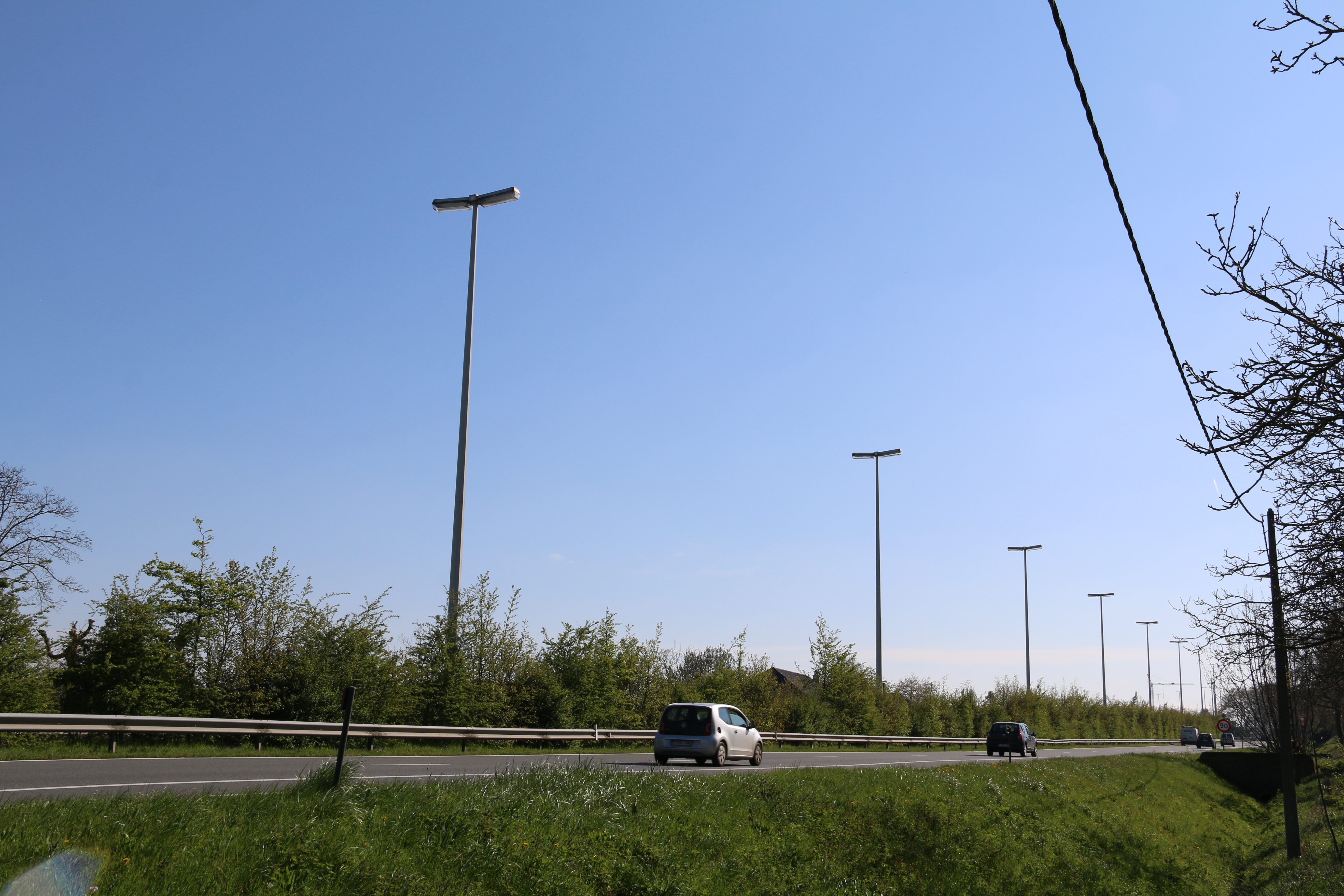
N60

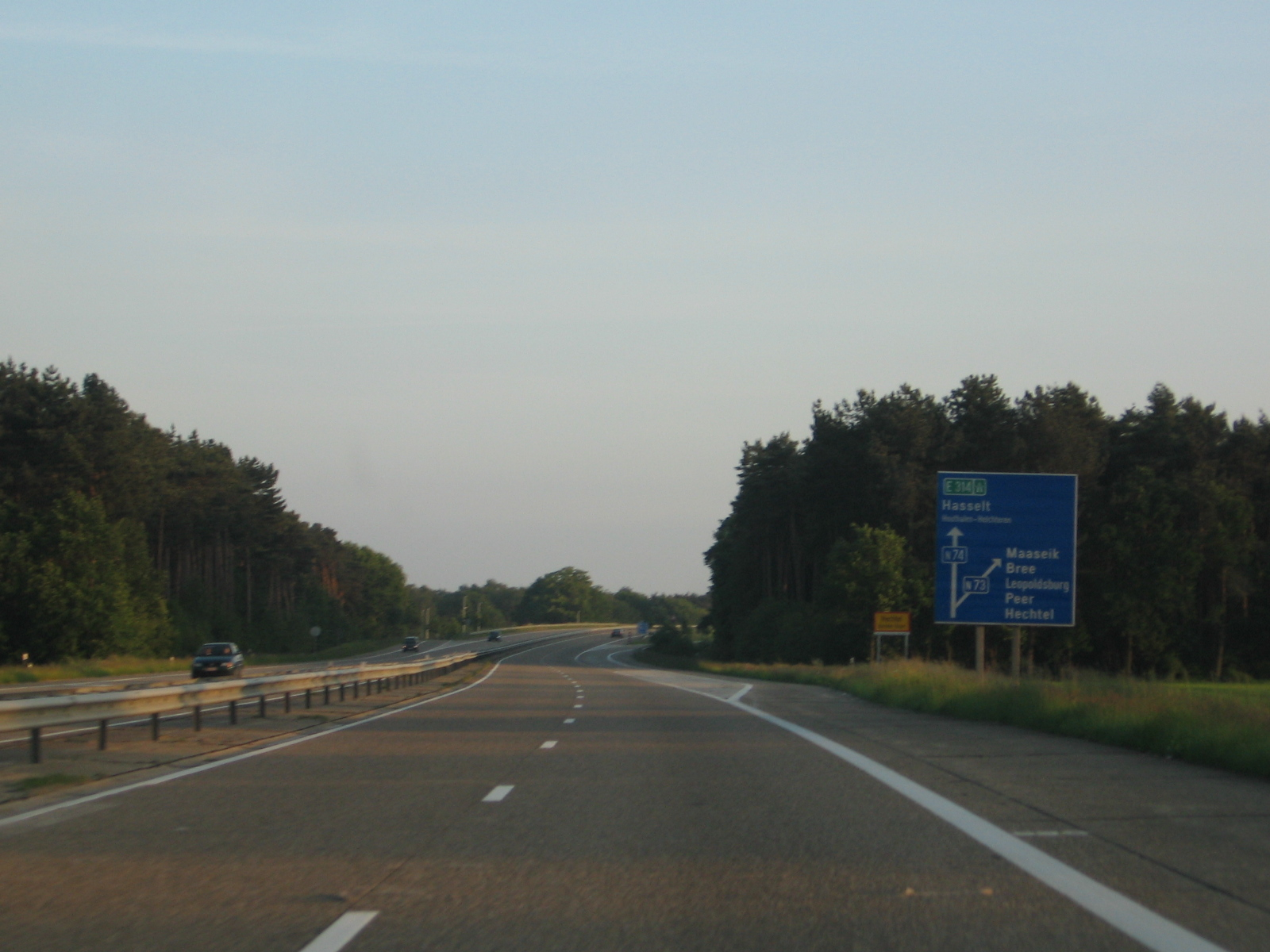
N74

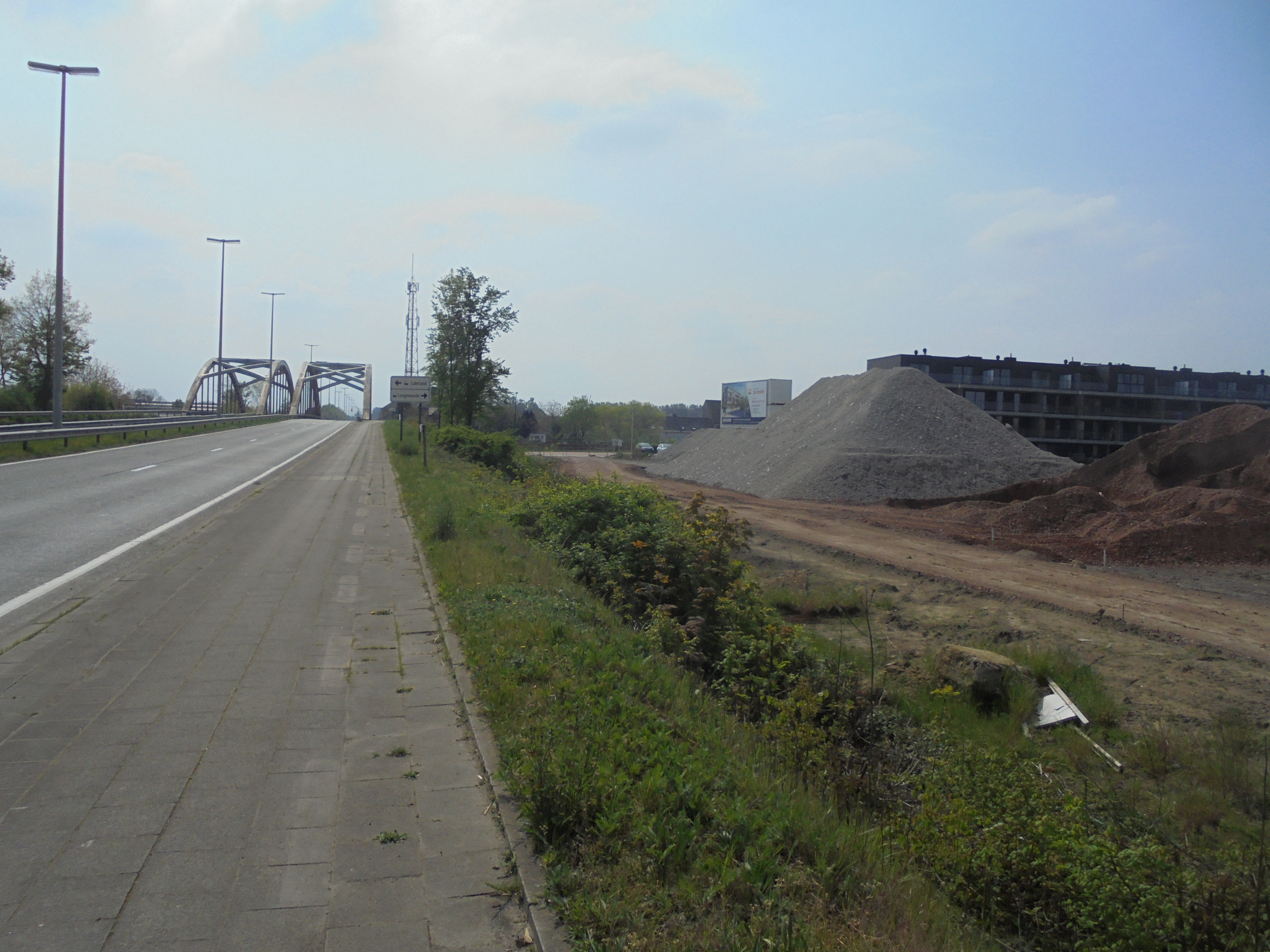
N44

Dit artikel bevat een lijst van Belgische expreswegen.

## Inleiding

### 'Expresweg'
De term 'expresweg' is in België geïntroduceerd aan het einde van de jaren 70, toen uit besparingsmotieven verschillende geplande autosnelwegverbindingen gedegradeerd werden tot expresweg:
- De A17 Brugge - Zeebrugge werd expresweg N31 in 1977
- De A9 ter ontsluiting van de Vlaamse Ardennen werd de N45 in 1977 (slechts deels aangelegd vandaag)
- De A24 Hasselt - Sint-Truiden werd N80 in 1976

Anderzijds zijn er ook veel N-wegen in de loop van de tijd sterk verbreed zodat deze ook het profiel van een expresweg kregen. Aan het andere spectrum zijn er N-wegen die werden aangelegd met een ongelijkvloerse kruisingen zodat het verschil met een autosnelweg zeer klein is:
- N74 Hechtel - Nederlandse grens
- N25 Nijvel - Louvain-la-Neuve
- N54 R3 (Charleroi) – Anderlues
- N97 bij Dinant

### Nummering
In het algemeen geldt het volgende voor de nummering van de voormalige nationale wegen (nu gewestwegen):
- expreswegen en ringwegen in Antwerpen beginnen met N1 of R1,
- expreswegen en ringwegen in Brabant beginnen met N2 of R2,
- expreswegen en ringwegen in West-Vlaanderen beginnen met N3 of R3,
- expreswegen en ringwegen in Oost-Vlaanderen beginnen met N4 of R4,
- expreswegen en ringwegen in Henegouwen beginnen met N5 of R5,
- expreswegen en ringwegen in Luik beginnen met N6 of R6,
- expreswegen en ringwegen in Limburg beginnen met N7 of R7,
- expreswegen en ringwegen in Luxemburg beginnen met N8 of R8,
- expreswegen en ringwegen in Namen beginnen met N9 of R9

Voor interprovinciale expreswegen of grote ringwegen wordt hier echter van afgeweken. Zo waaieren de hoofdwegen N1, N2,.. N9 allen uit vanaf Brussel en zijn ze in wijzerzin genummerd. 

### Autosnelwegen
Strikt gezien zijn alle Belgische autosnelwegen ook expreswegen. Vaak wordt echter met expresweg verwezen naar een meerstrooksweg met gescheiden rijbanen die niet voldoet aan de standaard voor autosnelwegen. Zo kan een expresweg gelijkvloerse kruisingen of/en overwegen hebben.
Een speciaal geval is de A12, een 2x2 rijksweg met gelijkvloerse kruisingen die al vroeg het statuut van autosnelweg kreeg, maar aan een (zeer) traag tempo omgebouwd wordt tot autosnelweg. Aan de andere zijde zijn er wegen als de N74 die officieel gedegradeerd werden tot expresweg, maar in de praktijk voor een groot deel als autosnelweg werden aangelegd.

## Antwerpen
- A12 Bevrijdingstunnel (Antwerpen) - Boom
- N1 Kontich – Antwerpen – Brasschaat
- N1c A1 – N1
- N10 Lier – Antwerpen
- N12 Antwerpen - Schilde
- N14 A13 – A21
- N15 Mechelen – Pasbrug
- N16 Mechelen – Battel
- N16 Kleine Heide - A12
- N16 A12 – A14 – N70
- N19 Turnhout – Geel – A13
- N120 R1 – R11
- N171 Edegem – Eikenstraat (Reet)
- N173 Edegem – Antwerpen

## Brabant
- A12 Nerom - Breendonk
- N1 Brussel – Vilvoorde
- N8 Brussel – Ninove
- N21 Diegem – Brucargo - Steenokkerzeel
- N25 N3 – Blanden
- N25 Gastuche – A3 – Waver – Nijvel – A7
- N203a R0 – A8
- N211 Vilvoorde – Zaventem
- N264 R23 – A2

## Henegouwen
- N5 Charleroi – Couvin
- N7 - omleiding bij Aat
- N50 Doornik – Kortrijk
- N51 R5 – R50
- N52 N507 – A16
- N54 R3 (Charleroi) – Anderlues
- N54 N40 – Franse grens
- N55 A7 – Binche
- N58 Armentières – Menen – Moeskroen
- N59 nabij Anderlues
- N60 Franse grens – Gent
- N90 R3 (Anderlues) – Charleroi – Namen
- N550 R5 – N545
- N568 Jumet (A54) – Farciennes (N90)

## Luik
- N63 N4 – Luik
- N90 Hoei – Luik
- N602 A25 – N671

## Luxemburg
- N4 Namen – Aarlen
- N63 N4 – Luik
- N81 A4 (Aarlen) – A28 (Athus)
- N82 A4 - N4 (Aarlen)
- N89 N4 – Bellevaux
- N89 Bouillon - Franse grens

## Limburg
- N71 Geel – Neerpelt
- N73 Bree – Kinrooi
- N73 Bree – snelwegstraat Hulst
- N74 Hasselt – Eindhoven
- N75 Genk – Dilsen
- N76 Bree – Lozen
- N78 Lanaken – Maaseik
- N80 Hasselt – Sint-Truiden
- N702 Hasselt – Genk
- N715 Hasselt – Helchteren
- N718 Zepperen/Ordingen - Melveren

## Namen
- N4 Namen – Aarlen
- N5 Charleroi – Couvin
- N97 Philippeville - Ciney
- N98 A15 – N90 – Fosses-la-Ville

## Oost-Vlaanderen
- N16 Sint-Niklaas – A14 – A12
- N28 Ninove
- N41 A14 – N70
- N42 A10 – Zottegem
- N44 A11 – A10
- N45 Aalst – Ninove
- N47 Lokeren – Dendermonde
- N49 Zelzate – Maldegem
- N60 Gent – Frankrijk
- N466 R40 (Gent) – A10 (Baarle)
- N498 N9 – A11

## West-Vlaanderen
- N31 Brugge – Zeebrugge
- N34 De Panne – Knokke
- N36 A14 – N50
- N49 Maldegem – Knokke
- N351 R30 – N31
- N376 - passage te Westkapelle
- N377 A10 – N9
- N382 N43 – A14 (Waregem)

## Ringwegen
Voor een lijst van alle Belgische ringwegen, zie de lijst van Belgische ringwegen. Hieronder worden enkel de ringwegen met expresweg-karakter opgelijst.

### Antwerpen
- R6 - grote ring rond Mechelen
- R10 - Antwerpse Singel
- R11 - Militaire baan
- R13 - ring rond Turnhout
- R14 - ring rond Geel
- R15 - ring rond Herentals
- R16 - ring rond Lier
- N71 - ring rond Mol

### Brabant
- R20 - kleine ring rond Brussel
- R21 - middenring rond Brussel
- R22 - tweede ring rond Brussel en ring rond Vilvoorde
- R23 - ring rond Leuven
- R24 - ring rond Nijvel
- R25 - ring rond Aarschot
- R27 - ring rond Tienen

### Henegouwen
- R9 - kleine ring rond Charleroi

### Limburg
- R71 - grote ring rond Hasselt

### Luik
Geen

### Luxemburg
Geen

### Namen
Geen

### Oost-Vlaanderen
- R4 - ring rond Gent
- R41 - ring rond Aalst
- R42 - ring rond Sint-Niklaas

### West-Vlaanderen
- R30 - kleine ring rond Brugge
- R31 - ring rond Oostende
- R32 - ring rond Roeselare
- R33 - ring rond Poperinge
- R35 - ring rond Waregem